# Andrés Quetglás
Andrés Gabriel Quetglás Fornillo (Buenos Aires, Argentina, 19 de enero de 1946) es un exfutbolista argentino, que jugó como delantero y militó en diversos clubes de Argentina, Chile y España.

## Biografía
Se inició en el club Platense, debutando en el año 1967. 

## Clubes
| Club                | País      | Año       |
| ------------------- | --------- | --------- |
| Platense            | Argentina | 1967-1968 |
| Tigre               | Argentina | 1968-1969 |
| All Boys            | Argentina | 1969-1970 |
| Rangers             | Chile     | 1970-1971 |
| Deportes Concepción | Chile     | 1971-1972 |
| Elche               | España    | 1972-1973 |
| Cartagena           | España    | 1973-1974 |
| Badajoz             | España    | 1974-1975 |
| Cádiz               | España    | 1975-1979 |